# Raionul Reni
Raionul Reni (în ucraineană Ренійський район) era unul din cele 26 raioane administrative din regiunea Odesa din Ucraina, cu reședința în orașul Reni. A fost înființat în martie 1969, fiind inclus în componența RSS Ucrainene. Începând din anul 1991, acest raion făcea parte din Ucraina independentă. 
Acest raion avea o suprafață de 861 km² și 39.903 locuitori (2001), în majoritate de naționalitate moldoveni (români). Din componența raionului făceau parte orașul Reni și 7 comune rurale. 
Înainte de ocuparea Basarabiei și Bucovinei de nord de către Uniunea Sovietică în 1940, teritoriul său a făcut parte din județul Ismail al României Mari. Înainte de 2020, Reni rămânea singurul raion din Bugeac care încă mai avea o populație majoritară românească. 
După reforma administrativ-teritorială ucraineană din 2020 raionul a fost desființat, teritoriul său fiind inclus în componența raionului Ismail.

## Istoric
Orașul Reni, centru raional, este situat pe malul stâng al Dunării. Prima mențiune scrisă a orașului datează din anul 1548. În acea perioadă, Reniul făcea parte din componența Principatului Moldova. Localizarea geografică avantajoasă la intersecția mai multor cursuri de apă navigabile și a drumurilor comerciale a contribuit la transformarea rapidă a Reniului într-un port și centru comercial de tranzit. În anul 1621 turcii au cucerit orașul, redenumindu-l Tomarovo și incluzându-l în raiaua Izmail. 
Prin Tratatul de pace de la București, semnat pe 16/28 mai 1812, între Imperiul Rus și Imperiul Otoman, la încheierea războiului ruso-turc din 1806 – 1812, Rusia a ocupat teritoriul de est al Moldovei dintre Prut și Nistru, pe care l-a alăturat Ținutului Hotin și Basarabiei/Bugeacului luate de la turci, denumind ansamblul Basarabia (în 1813) și transformându-l într-o gubernie împărțită în zece ținuturi (Hotin, Soroca, Bălți, Orhei, Lăpușna, Tighina, Cahul, Bolgrad, Chilia și Cetatea Albă, capitala guberniei fiind stabilită la Chișinău). 
Localitățile componente ale actualului raion Reni au făcut parte din Ocolul Cahulului și Ocolul Prutului al Ținutului Ismail . 
În urma Tratatului de la Paris din 1856, care încheia Războiul Crimeii (1853-1856), Rusia a retrocedat Moldovei o fâșie de pământ din sud-vestul Basarabiei (cunoscută sub denumirea de Cahul, Bolgrad și Ismail). În urma acestei pierderi teritoriale, Rusia nu a mai avut acces la gurile Dunării. 
În urma Unirii Moldovei cu Țara Românească din 1859, acest teritoriu a intrat în componența noului stat România (numit până în 1866 "Principatele Unite ale Valahiei și Moldovei"). În anul 1877 a fost construită calea ferată Reni - Tighina, care a legat orașul Reni cu partea centrală a Basarabiei rămasă sub ocupație rusă. În urma Tratatului de pace de la Berlin din 1878, România a fost constrânsă să cedeze Rusiei acest teritoriu.
După Unirea Basarabiei cu România la 27 martie 1918, sudul Basarabiei a intrat în componența României, localitățile actualului raion Reni fiind incluse în Plasa Reni a județului Ismail. Pe atunci, majoritatea populației era formată din români.
Ca urmare a Pactului Ribbentrop-Molotov (1939), Basarabia, Bucovina de Nord și Ținutul Herța au fost anexate de către URSS la 28 iunie 1940. După ce Basarabia a fost ocupată de sovietici, Stalin a dezmembrat-o în trei părți. Astfel, la 2 august 1940, a fost înființată RSS Moldovenească, iar părțile de sud (județele românești Cetatea Albă și Ismail) și de nord (județul Hotin) ale Basarabiei, precum și nordul Bucovinei și Ținutul Herța au fost alipite RSS Ucrainene. La 7 august 1940, a fost creată regiunea Ismail, formată din teritoriile aflate în sudul Basarabiei și care au fost alipite RSS Ucrainene .
În perioada 1941-1944, toate teritoriile anexate anterior de URSS au reintrat în componența României. Apoi, cele trei teritorii au fost reocupate de către URSS în anul 1944 și integrate în componența RSS Ucrainene, conform organizării teritoriale făcute de Stalin după anexarea din 1940, când Basarabia a fost ruptă în trei părți. 
În anul 1947, autoritățile sovietice au schimbat denumirea oficială a celor 7 sate din componența actualului raion Reni. În anul 1954, Regiunea Ismail a fost desființată, iar localitățile componente au fost incluse în Regiunea Odesa. În martie 1969 a fost înființat Raionul Reni. În perioada ocupației sovietice, a fost modernizat portul Reni, orașul devenind un nod feroviar și maritim major. Au fost construite spitale, școli și centre culturale. 
Începând din anul 1991, Raionul Reni face parte din Regiunea Odesa a Ucrainei independente. 

## Geografie
Raionul Reni este situat în partea de sud-vest a regiunii Odesa, în Câmpia Dunării. El este cel mai îndepărtat raion de centrul regional Odesa, de care îl desparte o distanță de 300 km. 
Raionul ocupă un teritoriu înconjurat de ape (Dunărea și lacurile dunărene de luncă) pe o mare porțiune. Raionul Reni este străbătut la limita de sud de fluviul Dunărea (care este frontieră de stat între Ucraina și România), iar pe teritoriul său se află mai multe lacuri de câmpie cum sunt Cahul, Cartal, Cugurlui și Ialpug (ultimele două fiind și frontiera naturală a raionului cu raioanele Ismail și Bolgrad). 
În prezent, raionul se învecinează în partea de nord-vest cu raionul Cahul și UTA Găgăuzia din Republica Moldova, în partea de nord-est cu raionul Bolgrad, în partea de est cu raionul Ismail și în părțile de sud și sud-vest cu județul Tulcea din România (de care este separată prin fluviul Dunărea). 
Raionul Reni este frontieră de stat cu România și cu Republica Moldova. În acest raion, funcționează mai multe puncte de trecere a frontierei și anume:
- 1 punct de trecere a frontierei în/din România: 
  - Reni - Tulcea - punct de trafic internațional de frontieră cu specific portuar
- 4 puncte de trecere a frontierei în/din Republica Moldova: 
  - Reni - Giurgiulești - punct internațional de trecere auto
  - Reni - Giurgiulești - punct internațional de trecere feroviară
  - Frecăței - Etulia - punct internațional de trecere feroviară
  - Anadol - Cișmichioi - punct interstatal de trecere auto

Din suprafața raionului de 86.100 ha, apele ocupă o suprafață de 33.000 ha, iar terenurile cu destinație agricolă ocupă 41.646 ha (suprafața de teren arabil fiind de 34.008 ha). Clima raionului Reni este temperat-continentală.

## Demografie

### Numărul populației la 1 ianuarie
| 2013    | 2014    | 2015    |
| ------- | ------- | ------- |
| ▼37.850 | ▼37.656 | ▼37.461 |

- Sursă:[6]

### Structura etnolingvistică
Componența lingvistică a raionului Reni
     Română (40,9%)
     Rusă (37,88%)
     Ucraineană (7,26%)
     Bulgară (6,61%)
     Alte limbi (0,1%)
Conform recensământului din 2001, nu exista o limbă vorbită de majoritatea populației, aceasta fiind compusă din vorbitori de română (40,9%), rusă (37,88%), ucraineană (7,26%), găgăuză (6,76%) și bulgară (6,61%).
     Români (49,1%)
     Ucraineni (17,7%)
     Ruși (15,1%)
     Bulgari (8,5%)
     Gǎgǎuzi (7,9%)
     Bieloruși (0,4%)
     Turkmeni (0,3%)
     Alte etnii (1,1%)
La recensământul din 1989, raionul Reni avea 44.500 locuitori. 
Conform recensământului efectuat de autoritățile ucrainene în anul 2001, populația raionului Reni era de 39.903 locuitori, fiind împărțită în următoarele grupuri etnice:
- Moldoveni/Români -  49.1%
- Ucraineni - 17.7%
- Ruși -  15.1%
- Bulgari -  8.5%
- Găgăuzi -  7.9%
- Bieloruși -  0.4%
- Turkmeni -  0.3%
- Alții -  1.1% [9][10].

De asemenea, 51.32% din populația raionului locuia în așezări urbane (20.481 locuitori) și 48.68% în așezări rurale (19.422 locuitori).
Cele mai populate localități sunt orașul Reni - 20.761 locuitori și satele Satu-Nou - 3.572, Frecăței - 3.302 și Cartal - 3.047.

### Comunități etnice
Conform recensământului din 1989, locuitorii care s-au declarat români plus moldoveni din raionul Reni erau majoritari în următoarele localități: Anadol, Barta, Cartal, Frecăței și Satu-Nou. În centrul raional Reni, populația de limbă română avea o pondere de 49% din totalul locuitorilor, fiind etnia cea mai importantă numeric din localitate.
Ar mai fi de menționat și faptul că în satul Bolboca (Bulboaca) majoritatea populației este formată din etnici găgăuzi, iar în satul Caragacii-Vechi din etnici bulgari.

## Economie
Principalele activități economice ale Raionului Reni sunt agricultura intensivă, pescuitul, turismul balnear și de recreere. Ca resurse naturale ale zonei sunt nisipul și argila, folosite în principal în construcții.
Agricultura este principala ocupație a locuitorilor raionului, aici desfășurându-și activitatea 29 societăți comerciale.

## Învățământ și cultură
În raionul Reni există 13 școli și un liceu de sport. În raionul Reni, școlile din Barta și Cartal sunt școli cu predarea în limba română, în timp ce școlile din Anadol, Frecăței și Satu-Nou sunt școli mixte cu predarea în limbile română și rusă. În afară de acestea, mai există 10 cămine culturale și 31 biblioteci publice.  
De asemenea, funcționează aici o vastă rețea de facilități medicale: un spital, 6 policlinici și o maternitate .
Raionul Reni dispune de monumente de arhitectură de importanță locală, cum ar fi: Catedrala "Înălțarea Sfintei Cruci" din Reni, Biserica "Sf. Mihail" din Barta, biserica din Bolboca sau Catedrala "Sf. Feraponta" din Satu-Nou.

## Localități
Raionul Reni este compus din:
- 1 oraș - Reni - reședința administrativă

| Oraș   |                    |               |                  |               |           |
| Nume   | Nume               | Nume          | Nume             | Nume          | Locuitori |
| română | ucraineană         | ucraineană    | rusă             | rusă          | Locuitori |
| română | scriere ucraineană | transliterare | scriere rusească | transliterare | Locuitori |
| Reni   | Рені               | Reni          | Рени             | Reni          | 20.761    |

- 7 comune sau selsoviete [12], dintre care:

| Comune             |                    |               |                  |               |           |
| Nume               | Nume               | Nume          | Nume             | Nume          | Locuitori |
| română             | ucraineană         | ucraineană    | rusă             | rusă          | Locuitori |
| română             | scriere ucraineană | transliterare | scriere rusească | transliterare | Locuitori |
| Anadol             | Долинське          | Dolinske      | Долинское        | Dolinskoe     | 2.705     |
| Barta              | Плавні             | Plavni        | Плавни           | Plavni        | 2.039     |
| Bolboca (Bulboaca) | Котловина          | Kotlovina     | Котловина        | Kotlovina     | 2.643     |
| Caragacii-Vechi    | Нагірне            | Nahirne       | Нагорное         | Nagornoe      | 2.611     |
| Cartal             | Орлівка            | Orlivka       | Орловка          | Orlovka       | 3.047     |
| Frecăței           | Лиманське          | Limanske      | Лиманское        | Limanskoe     | 3.302     |
| Satu-Nou           | Новосільське       | Novosilske    | Новосельское     | Novoselskoe   | 3.572     |